# Iglesia católica en Alemania
La Iglesia católica es una de las dos principales denominaciones cristianas en Alemania. Está organizada en 27 diócesis.
Según la Conferencia Episcopal Alemana, en 2019 el número de miembros era de 36 126 160, lo que correspondía al 43,4% de la población total. En 2016, el 53% de los católicos eran mujeres y el 47% hombres.
Aunque la Iglesia católica es global en su denominación (la antigua palabra griega katholikos significa "universal") y no forma iglesias nacionales, en cada país se perciben diferencias y peculiaridades.

## Definición
En este artículo, el término "Iglesia Católica de Alemania" se refiere a la Iglesia católica en la República Federal de Alemania, pero no a la Antigua Iglesia Católica en Alemania. El calendario regional para el área de habla alemana, por otro lado, también se aplica en Austria, Suiza, Liechtenstein, Luxemburgo, Bélgica de habla alemana y Tirol del Sur, países en los que el Arzobispo de Salzburgo todavía tiene el título de Primado Germaniae. Sin embargo, ya no hay ningún derecho asociado con este título.

## Historia del catolicismo en Alemania

### Cristianización de los alemanes
La etapa más temprana de la cristianización de los diversos pueblos celtas y germánicos se produjo solo en la parte occidental de Alemania, la parte controlada por el Imperio romano. La cristianización fue facilitada por el prestigio del Imperio romano cristiano entre sus súbditos paganos y se logró gradualmente por diversos medios. El surgimiento del cristianismo germánico fue a veces voluntario, particularmente entre los grupos asociados con el Imperio romano. Los aspectos de la religión pagana primigenia han persistido hasta el día de hoy, incluyendo los nombres de los días de la semana.
Como la regla romana se desmoronó en Alemania en el siglo V, esta fase del catolicismo en Alemania llegó a su fin con ella. Al principio, las poblaciones galo-romanas o germano-romanas fueron capaces de mantener el control sobre grandes ciudades como Colonia y Tréveris, pero en 459 estas también se vieron abrumadas por los ataques de las tribus francas. La mayoría de los galo-romanos o germano-romanos fueron asesinados o exiliados. Los recién llegados a las ciudades restablecieron la observancia de los ritos paganos. La pequeña población católica restante era impotente para proteger su fe contra los nuevos señores frankish gobernantes.
Pero tan pronto como en 496, el rey franco Clodoveo I fue bautizado junto con muchos miembros de su familia. En contraste con las tribus alemanas orientales, que se convirtieron en cristianos arrianos, se convirtió en católico. Siguiendo el ejemplo de su rey, muchos francos también fueron bautizados, pero su catolicismo se entremezcló con ritos paganos.
Durante los siguientes ocho siglos, los misioneros irlandeses, escoceses e ingleses reintrodujeron el cristianismo en los territorios alemanes. Durante el período del Imperio franco, los dos más importantes de estos misioneros fueron Columbano, que estuvo activo en el Imperio franco desde 590, y San Bonifacio, que estuvo activo desde 716. Los misioneros, particularmente los benedictinos escoceses, fundaron monasterios (Schottenklöster, monasterios escoceses) en Alemania, que más tarde se combinaron en una sola congregación gobernada por el abad del monasterio escocés en Ratisbona. La conversión de los pueblos germánicos comenzó con la conversión de la nobleza germánica, que se esperaba que impusiera su nueva fe en la población general. Esta expectativa era consistente con la posición sacra del rey en el paganismo germánico: el rey está encargado de interactuar con lo divino en nombre de su pueblo. Por lo tanto, la población en general no vio nada malo en que sus reyes eligieran su modo preferido de culto. El método favorecido de mostrar la supremacía de la creencia cristiana era la destrucción de los árboles sagrados de los alemanes. Se trataba de árboles, generalmente robles viejos o olmos, dedicados a los dioses. Debido a que el misionero fue capaz de talar el árbol sin ser asesinado por el dios, su dios cristiano tenía que ser más fuerte.
Los sacrificios paganos, conocidos como blót, habían sido celebraciones estacionales donde se ofrecían regalos a los dioses apropiados y se intentaba predecir cómo sería la próxima temporada. A veces se han convocado actos similares en tiempos de crisis, por las mismas razones. Los sacrificios, que consistían en oro, armas, animales e incluso seres humanos, estaban colgados en las ramas de un árbol sagrado.
La misión hiberno-escocesa terminó en el siglo XIII. Apoyados por cristianos nativos, lograron cristianizar toda Alemania.
En la siguiente lista encontraremos las jurisdicciones eclesiásticas que existían dentro del periodo de la cristianización de los alemanes hasta la Reforma protestante:

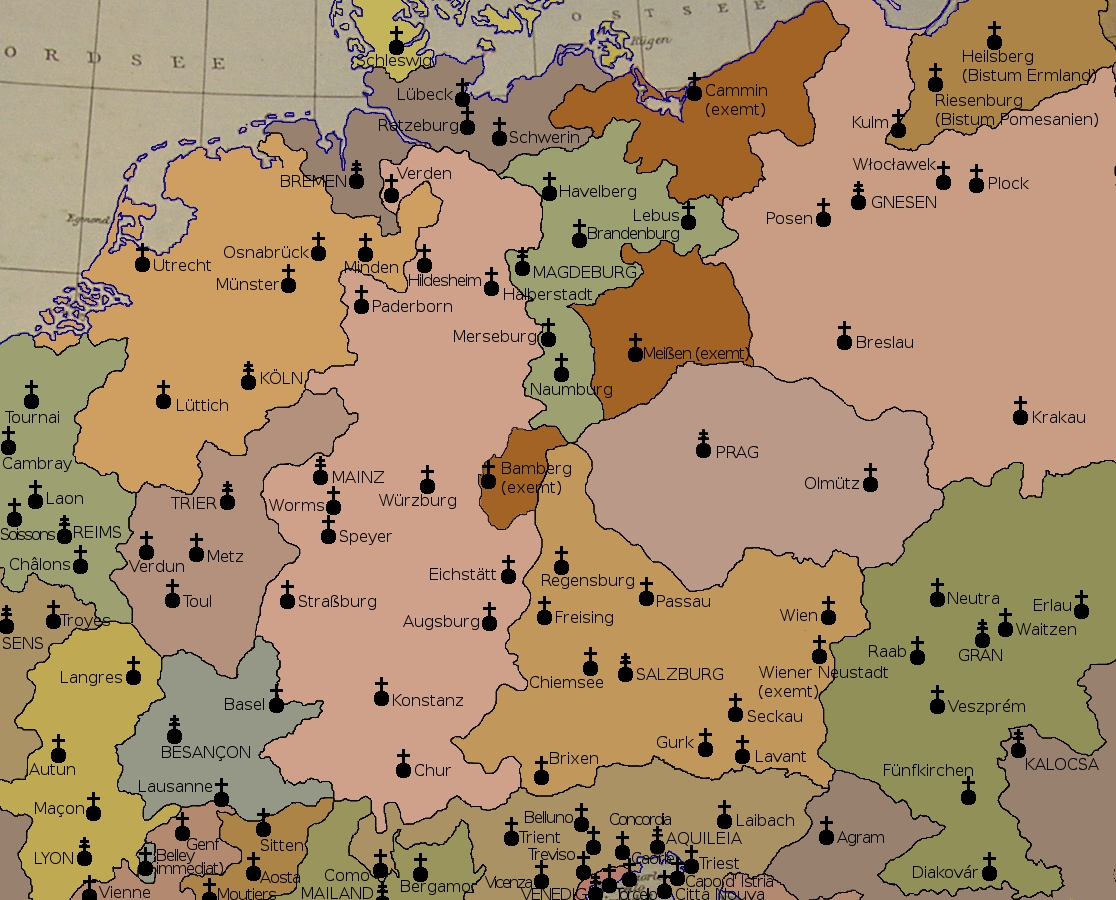
Provincias eclesiásticas y sus episcopales en la Europa Central en 1500

###### Patriarcado de Aquilea
Arquidiócesis de Liubliana
Arquidiócesis de Trento

###### Provincia eclesiástica de Besanzón
Diócesis de Basilea
Diócesis de Lausana, Ginebra y Friburgo

###### Provincia eclesiástica de Bremen
Arquidiócesis de Bremen
Diócesis de Lübeck
Diócesis de Ratzeburg
Diócesis de Schwerin

###### Provincia eclesiástica de Gniezno
Arquidiócesis de Breslavia

###### Provincia eclesiástica de Colonia
Arquidiócesis de Colonia
Diócesis de Lieja
Diócesis de Minden
Diócesis de Münster
Diócesis de Osnabrück
Arquidiócesis de Utrecht
Arquidiócesis de Magdeburgo
Diócesis de Brandeburgo
Diócesis de Havelberg
Diócesis de Lebus
Diócesis de Merseburg
Diócesis de Naumburg-Zeitz

###### Provincia eclesiástica de Maguncia
Diócesis de Maguncia
Diócesis de Augsburgo
Diócesis de Chur
Diócesis de Eichstätt
Diócesis de Halberstadt
Diócesis de Hildesheim
Diócesis de Constanza
Diócesis de Wurzburgo
Diócesis de Worms
Diócesis de Verden
Arquidiócesis de Estrasburgo
Diócesis de Espira
Arquidiócesis de Paderborn

###### Provincia eclesiástica de Praga
Arquidiócesis de Praga
Arquidiócesis de Olomouc

###### Provincia eclesiástica de Riga
Arquidiócesis de Warmonia
Diócesis de Kulm

###### Provincia eclesiástica de Salzburgo
Arquidiócesis de Salzburgo
Diócesis de Bozen-Brixen
Diócesis de Chiemsee
Arquidiócesis de Múnich y Freising
Diócesis de Gurk-Klagenfurt
Arquidiócesis de Maribor
Diócesis de Passau
Diócesis de Ratisbona
Diócesis de Graz-Seckau
Arquidiócesis de Viena
Diócesis de Wiener Neustadt

###### Provincia eclesiástica de Tarentaise
Diócesis de Sion

###### Provincia eclesiástica de Tréveris
Diócesis de Tréveris
Diócesis de Metz
Diócesis de Verdún

###### Exemte Diócesis
Arquidiócesis de Bamberg
Diócesis de Cammin
Diócesis de Meissen

### Reforma y Contrarreforma
Otros cambios dentro de la Iglesia católica en Alemania vinieron solo con la Reforma. Este movimiento de renovación eclesiástica llevó en Alemania y Europa a la división del cristianismo occidental en diferentes denominaciones (católicas, luteranas, reformadas).
La estructura territorial de la Iglesia cambió durante la Reforma, especialmente en el norte: la provincia eclesiástica de Bremen-Hamburgo, así como las sufragáneas de Maguncia Halberstadt y Verden se convirtieron en permanentemente protestantes. La antigua sufragánea de Colonia Utrecht fue elevada a arquidiócesis y con sus sufragáneas ahora pertenecía claramente al territorio belga; también se construyó allí la nueva arquidiócesis de Malinas, a la que, entre otras cosas, estaba subordinada la antigua Colonia sufragánea Lieja. Viena y Wiener Neustadt eran exemt.
La Contrarreforma condujo en la Iglesia católica a un nuevo esfuerzo para el cuidado pastoral y con él un levantamiento de la formación del clero simple. Las nuevas órdenes religiosas ahora se dedicaron al sistema escolar y la enfermería y la piedad popular aumentó de nuevo. En lugar del obispo de la extinta arquidiócesis de Magdeburgo, el arzobispo de Salzburgo se convirtió en primado Germaniae.

### Secularización de los estados eclesiásticos después de la Revolución Francesa
En la guerra de la Primera Coalición, la Francia revolucionaria derrotó a la coalición de Prusia, Austria, España y Gran Bretaña. Uno de los resultados fue la cesión de la Renania en Francia mediante la Paz de Basilea en 1795. Ocho años más tarde, en 1803, para compensar a los príncipes de los territorios anexionados, se realizaron una serie de mediatizaciones, que llevaron a una mayor redistribución de la soberanía territorial en el Imperio. En aquellos momentos, grandes partes del territorio alemán aún estaban regidas por obispos católicos (95 000 km² con más de tres millones de habitantes). A las mediatizaciones, los estados eclesiásticos fueron anexionados por los principados seculares vecinos. Solamente sobrevivieron tres estados no seculares: el principado de Ratisbona, fundado con la incorporación del electorado de Maguncia, y las tierras de los Caballeros Teutones y de los Caballeros de San Juan.
Monasterios y abadías perdieron sus medios de existencia y tuvieron que abandonar sus tierras. Paradójicamente, las pérdidas de tierras y propiedades hicieron que las iglesias alemanas (al igual que sucedió en Austria, Francia o Suiza) fueran más dependientes de Roma (ultramontano). Este cambio de 1850 fue sostenido por un clero más celoso, el resurgimiento de antiguas órdenes de enseñanza, la emergencia de las confraternidades marianas, nuevas congregaciones religiosas, y el sostenimiento de misiones populares.

### ElKulturkampfde Bismarck
A mediados del siglo XIX, la Iglesia católica también fue vista como una potencia política, incluso en la Prusia protestante, ejerciendo una fuerte influencia en muchas partes de la vida. Sin embargo, desde el punto de vista de los católicos (especialmente donde los católicos eran la mayoría como en la provincia de Renania, el Sarre, Alsacia y Loraine, y Silesia), estos a menudo se sentían intimidados por los gobernantes protestantes autoconscientes, especialmente cuando se llevaba a cabo una campaña anticatólica en muchos niveles e implicaría "el destierro de sacerdotes y monjas del país, la expulsión de obispos de sus sillas, el cierre de escuelas, la confiscación de los bienes de la iglesia, la interrupción de las reuniones de la iglesia, la disolución de las asociaciones católicas y una disputa abierta con el Vaticano".
El canciller Bismarck consideraba a la Iglesia como una amenaza, especialmente en vista de su defensa de la minoría polaca discriminada.
Las leyes promulgadas en el estado de Prusia y en el imperio a principios de la década de 1870 discriminaron a los católicos. Estas leyes fueron resistidas por la Iglesia, lo que llevó a acalorados debates públicos en los medios de comunicación y en los parlamentos, durante los cuales el término "Kulturkampf" ganó gran actualidad. Se cortaron las relaciones diplomáticas con el Vaticano y se aprobaron leyes adicionales para sofocar la oposición católica. Esto solo resultó en más apoyo por parte de la población católica y más resistencia por parte de la Iglesia. Durante la Kulturkampf, cuatro obispos y 185 sacerdotes desafiando las leyes fueron juzgados y encarcelados y muchos más fueron multados o exiliados.
Después de la muerte del papa Pío IX en 1878, Bismarck entapó negociaciones con el papa más conciliador León XIII, quien proclamó el fin de la Kulturkampf el 23 de mayo de 1887

### República de Weimar
En el transcurso de la Primera Guerra Mundial, los católicos de Alemania, a pesar de las continuas diferencias políticas internas con el Estado debido a las secuelas de la Kulturkampf, tuvieron una participación en la solidaridad nacional hacia los países vecinos, especialmente los opositores a la guerra, desde el punto de vista de la política exterior. Esta solidaridad nacional era evidente no solo entre los católicos, que formaban alrededor de un tercio de la población del Reich, sino también entre el electorado socialdemócrata de gran parte del entorno obrero. Para los católicos, esto también resultó en la voluntad de contrarrestar la acusación de falta de fiabilidad nacional y la crítica del ultramontanismo con el compromiso con el Imperio.
Al final de la guerra y la proclamación de la república, el entorno católico reaccionó en una amplia gama desde la defensa de la restauración de la monarquía a nivel nacional, con menos frecuencia a nivel imperial, hasta el compromiso con la democracia parlamentaria. Esto se hizo visible, por ejemplo, en el 62.º Día Católico Alemán en Múnich en 1922 en una controversia entre el cardenal Michael von Faulhaber y el presidente de la Katholikentag Konrad Adenauer. Con respecto a las cargas de la República de Weimar a través del "perjurio y la alta traición" en relación con la revolución, que Faulhaber mencionó, Adenauer dejó claro que se trataba de declaraciones "pero detrás de las cuales la totalidad de los católicos alemanes no se sostiene".
Durante la guerra, el Partido de Centro, como representante político de los católicos, había apoyado la política exterior del gobierno imperial en el sentido de una política de tregua, pero también había trabajado en el marco del comité intergrupo con socialdemócratas y liberales de izquierda hacia el final de la guerra hacia un fortalecimiento del parlamentarismo, basado en la resolución de paz del político de centro Matthias Erzberger de 1917. Con el fin de la monarquía, el Centro se involucró en la configuración de la nueva democracia en el marco de la Asamblea Nacional de Weimar y la Coalición de Weimar. En las deliberaciones constitucionales, así como más tarde a través de la participación en todos los gobiernos del Reich hasta mayo de 1932, el Centro y el Partido Popular de Baviera (BVP), como fuerzas del catolicismo político, ejercieron una influencia mucho más fuerte de lo que se esperaba después de la participación estable del voto, que fue en conjunto alrededor del 15 por ciento. La Conferencia Episcopal de Fulda criticó algunos puntos de la Constitución de Weimar, pero reconoció las ventajas logradas. En particular, la libertad prevista en la ocupación de cargos eclesiásticos constituyó un importante paso adelante para todas las comunidades religiosas después de las experiencias de la Kulturkampf. Sin embargo, debido a la falta de acuerdos concretos sobre la aplicación y debido a la resistencia de las administraciones de los Länder, especialmente en Prusia, este progreso se mantuvo inicialmente teórico.
En Sajonia, el papa Benedicto XV restauró la diócesis de Meissen, que había caído después de la Reforma, en junio de 1921 con la constitución apostólica Sollicitudo omnium ecclesiarum. La nueva diócesis, nombrada desde 1979 en la diócesis de Dresde-Meissen, unió las jurisdicciones posteriores a la Reforma del Vicariato Apostólico en las Tierras Hereditarias Sajonas y la Prefectura Apostólica de las dos Lusacias, aunque este paso no implicó un concordato con el Estado de Sajonia. Anteriormente, el Estado Libre de Sajonia, con su constitución estatal de noviembre de 1920, se había orientado en gran medida a las disposiciones de la Constitución de Weimar.
Desde junio de 1920, Eugenio Pacelli, que ya había sido nombrado nuncio apostólico en Baviera desde 1917, más tarde papa Pío XII, fue confiado en unión personal con la representación de la Santa Sede ante el Reich alemán. Llevó a cabo sus funciones oficiales desde Múnich hasta que se trasladó a Berlín en 1924. Su tarea principal era reorganizar las relaciones entre el Reich y los Länder alemanes por un lado y la Santa Sede por el otro. Las negociaciones del concordato se llevaron a cabo en paralelo en ambos niveles y también fueron llevadas a cabo ofensivamente en los primeros años de la posguerra por el Ministerio Federal de Asuntos Exteriores, que esperaba que un acuerdo con el papa se beneficiara de hacer frente a las crisis de la posguerra y la consolidación de las fronteras alemanas en la Alta Silesia y la región del Sarre. Las negociaciones flaquearon cuando, a partir de finales de 1923, el período de inestabilidad disminuyó. Sin perder de vista un concordato imperial, Pacelli persiguió principalmente la conclusión del Concordato de Baviera, que ya había sido planeado en 1919 y fue firmado en marzo de 1924 y ratificado por el Parlamento del Estado de Baviera a principios de 1925. Sin embargo, el concordato, que también se concibió como un modelo para las negociaciones con los otros países y el Reich, con Baviera, que estaba relativamente abierta a la Iglesia católica, también tuvo un efecto inhibidor al fortalecer la oposición de las fuerzas socialistas y liberales, pero también protestantes contra tal tratado.
Las negociaciones del concordato con los estados de Wurtemberg y Hesse, que comenzaron casi simultáneamente, no condujeron al éxito, lo que, además de la menor proporción de católicos y la correspondiente resistencia más fuerte entre los no católicos, también se debió a la falta de voluntad de los gobiernos para acercarse a las disposiciones de la Constitución Imperial, por ejemplo con respecto a una supervisión más flexible de la iglesia y a las concesiones en la elección de obispos. Más exitosas, aunque largas y no con los mismos resultados que con el Concordato bávaro, fueron las negociaciones iniciadas en 1925 sobre el Concordato prusiano y el Concordato de Baden.
De acuerdo con el Concordato prusiano concluido en junio de 1929 y puesto en vigor por el papa el 13 de agosto del año siguiente, la provincia eclesiástica de Alemania Oriental de Breslau se estableció con la recién fundada Diócesis de Berlín (del Príncipe-Obispado de Brandeburgo y Pomerania del antiguo Príncipe-Obispado de Breslau, fundado en 1821), el obispado prusiano oriental de Warmia y la recién establecida Prelatura de Schneidemühl bajo la recién establecida arquidiócesis de Breslau. Paderborn (anteriormente de Colonia) también se convirtió en una arquidiócesis de la Provincia Eclesiástica Alemana Central, con las sufragáneas de Fulda (anteriormente de Friburgo) e Hildesheim (anteriormente de la inmediata). Los vicariatos apostólicos y la prefectura fueron abolidos y asignados a las diócesis. En el oeste, la diócesis de Aquisgrán, que existió brevemente a principios del siglo XIX, fue refundada.
Las posibilidades de acción para la Iglesia y los católicos, que fueron facilitadas por la Constitución de Weimar, condujeron por un lado a una mayor diferenciación de la vida de asociación católica, pero también a una relativización del vínculo con los partidos católicos. Los obispos aceptaron una coexistencia coordinada de las responsabilidades de los obispos en el área pastoral y el trabajo relativamente independiente del Centro o del Partido Popular Bávaro, así como de las asociaciones. El gran número de asociaciones católicas continuó creciendo, mientras que la Asociación Popular, que se ve a sí misma como una organización paraguas, perdió gradualmente su importancia para la Alemania católica, debido a errores de liderazgo y mala gestión, pero también debido a una cierta fatiga del club en vista de la sobreorganización de los fieles, que generalmente pertenecían a varias asociaciones. Así, la Acción Católica fundada en 1928 encontró menos resonancia en Alemania que en otros países, en los que la unificación y el sistema de partidos entre los católicos no era igualmente pronunciado.
Desde un punto de vista ideológico, los católicos estaban menos unidos de lo que se podía crear la impresión en las grandes Jornadas Católicas regionales y de toda Alemania. Después de que las reliquias de la Kulturkampf se hubieran resuelto en gran medida por la Constitución de Weimar, al menos en el sentido legal, la unidad con la que el entorno católico se había mantenido detrás del Centro, que en el período de Weimar, junto con el BVP, recibió estable por el 15 % de los votos, que correspondían a aproximadamente la mitad de los católicos con derecho a voto, declinó. Además de la publicidad abierta de las elecciones para el centro, en la que muchos clérigos también estaban involucrados como funcionarios del partido y representantes electos, los obispos establecieron límites ideológicos a través de advertencias y la prohibición de la pertenencia de los católicos a asociaciones extremistas. Ya en 1921 habían aparecido pronunciamientos episcopales contra el socialismo ateo. En movimientos católicos tales como la liga de la paz de católicos alemanes, la segunda asociación pacifista más grande del período de Weimar, encontraron por lo tanto a los socialistas religiosos. Sobre todo, sin embargo, los principios teológicos y social-éticos de la Iglesia estaban representados. Con el ascenso de los nacionalsocialistas hasta el movimiento de masas en 1930, los obispos alemanes enfatizaron en la primavera de 1931 la incompatibilidad de la fe católica con la ideología racista y nacionalista del NSDAP. La imposibilidad declarada de pertenecer al NSDAP como católico condujo a las reacciones a veces violentas en la prensa. En iglesia-limite la parte de los católicos, las pautas episcopales condujeron a una resistencia relativamente fuerte a la ideología völkisch. Por lo tanto, la ideología medieval-nacional-religiosa del Reich siguió siendo –a diferencia de los cristianos alemanes en el espectro protestante– tan marginal como el apoyo al ala nacional conservadora del Centro alrededor de Franz von Papen el cual seguía siendo bajo, a quien también se culpó del glorioso final del segundo gobierno de Brüning. En la Santa Sede, sin embargo, von Papen tenía una mejor posición como canciller. Von Papen utilizó la conclusión del Concordato de Baden en octubre de 1932 para nuevas negociaciones con Eugenio Pacelli, que mientras tanto había sido nombrado cardenal secretario de Estado, para un concordato imperial, que se había interrumpido varias veces en la década de 1920.

### Catolicismo y el Tercer Reich
Con la toma del poder por los nacionalsocialistas el 30 de enero de 1933 –que fue formalmente legítima, ya que se había hecho a través de elecciones democráticas–, los obispos y católicos se encontraron en el dilema de estar obligados en términos cívicos a un gobierno liderado por un partido criticado por su ideología. Las declaraciones de garantía de Hitler, a pesar de la eliminación inmediata de la democracia mediante decretos de emergencia y la Ley de habilitación de 24 de marzo de 1933, que el Partido de Centro había aprobado bajo la impresión de arrestos de comunistas y amenazas contra diputados socialdemócratas, condujeron a una relativización de la prohibición episcopal de participar en organizaciones nacionalsocialistas.
Paralelamente al inicio inmediato de la ola de gleichschaltungs, que también amenazó el sistema de asociación católica, Hitler y su vicecanciller von Papen ofrecieron a la Iglesia nuevas negociaciones de concordato. A cambio de la prometida salvaguarda de las escuelas confesionales, Hitler exigió la renuncia a las actividades políticas del clero según el modelo del concordato italiano. Para la Iglesia, especialmente para Pacelli, la conclusión de tal tratado de la Iglesia con el Estado no implicó ningún consentimiento interno a los objetivos de la parte contratante. Pacelli vio en tales contratos actos pragmáticos para asegurar las posibilidades de acción de la iglesia. Desde el principio, los nacionalsocialistas no asumieron ninguna intención honesta, sino que las violaciones del tratado ya eran previsibles durante las negociaciones.
El Concordato con todo el Reich alemán se produjo el 20 de julio de 1933 con el Gobierno Nacionalsocialista del Reich (Reichskonkordat). En este tratado, se confirmó el autogobierno de la Iglesia, pero al mismo tiempo terminó el catolicismo político. El sistema de la escuela y de la asociación, la prensa de la Iglesia y el cuidado pastoral contractual fueron garantizados. El Reichskonkordat sigue siendo considerado como derecho preconstitucional y todavía determina la relación de la Iglesia católica con el Estado.
De hecho, se ha suspendido, aunque temporalmente, la alineación de organizaciones religiosas y caritativas. La prohibición de la actividad política para el clero concedida por la Iglesia no tenía importancia práctica debido a la autodisolución del Partido de Centro como el último de los partidos burgueses incluso antes de la firma del Reichskonkordat. La disolución de las asociaciones juveniles católicas y la persecución del clero impopular sobre la base de la llamada Ley de Insidioso (diciembre de 1934) llevó a un gran número de peticiones por parte de los obispos, citando al Reichskonkordat. El polémico en el episcopado alemán, pero preferido por el presidente de la Conferencia Episcopal de Fulda, cardenal Adolf Bertram, promovió la política de evitar la confrontación pública, la cual tenía la intención de preservar la capacidad de la Iglesia para actuar. Posteriormente, sin embargo, también se interpretó como una falta de voluntad de resistencia. Un gran número de notas diplomáticas del Vaticano, que estaban dirigidas contra las violaciones de las disposiciones del concordato por parte del Estado, seguían siendo tan infructuosas como las presentaciones de Bertram. Aún más notable fue la aparición y lectura de la encíclica Mit brennender Sorge en marzo de 1937, que, sin embargo, también condujo a una intensificación de la presión de los nacionalsocialistas para perseguir a la Iglesia. Las imprentas fueron confiscadas, numerosos cristianos católicos fueron perseguidos por el régimen nazi. Un gran número de sacerdotes fueron procesados durante todo el período del nacionalsocialismo. Benedicta Maria Kempner asumió hasta un tercio de todos los sacerdotes que fueron interrogados, acusados o condenados por diversos cargos de motivación política.
Las declaraciones iniciales de Adolf Hitler a favor de la Iglesia no pueden ocultar la profunda actitud anti-Iglesia de los nacionalsocialistas, que se intensificó cuando Pacelli fue elegido papa en marzo de 1939 como Pío XII. Joseph Goebbels describió a Pío XII como un "papa de batalla", de quien ya había declarado como cardenal que estaba "completamente en contra de nosotros". Entre los garantes del papa en el episcopado alemán había obispos que a menudo hablaban críticamente, como el arzobispo de Múnich, el cardenal Michael Faulhaber, que había desempeñado un papel importante en la preparación de la encíclica Mit brennender Sorge, o el obispo de Berlín Konrad von Preysing. Las protestas públicas como los sermones del posterior cardenal Clemens August Graf von Galen, obispo de Münster, siguieron siendo excepciones. De esta manera, von Galen se opuso a la eutanasia y a la confiscación de instituciones eclesiásticas y monasterios, pero también contribuyó a la conducción de la guerra llamando a los soldados a obedecer y luchar valientemente. No fue hasta 2020 que los obispos alemanes admitieron en su declaración a los obispos alemanes en la Guerra Mundial: "Al no oponerse a la guerra con un claro 'no', sino al fortalecer la mayoría de ellos la voluntad de perseverar, los obispos se hicieron cómplices de la guerra".
La mayoría de los clérigos encarcelados en campos de concentración fueron trasladados de varios campos al campo de concentración de Dachau desde 1940, donde se estableció un "bloque de sacerdotes" separado. Aunque muchos clérigos de los países ocupados por Alemania, especialmente de Polonia, pero también de Francia, Checoslovaquia y los países del Benelux, fueron encarcelados allí, la proporción de clérigos alemanes no era despreciable. De al menos 447 clérigos alemanes y austriacos en Dachau, 94 fueron asesinados. 417 miembros del clero de habla alemana eran católicos, es decir, más del 90 % de los encarcelados allí de este grupo.
Pero después de la guerra, la Iglesia también fue acusada de una actitud acrítica hacia el nacionalsocialismo, circunstancia que ya fue admitida por los obispos alemanes en agosto de 1945 en reconocimiento de su complicidad en los crímenes nacionalsocialistas cometidos durante el Tercer Reich. Especialmente después de la publicación de la obra Der Stellvertreter por Rolf Hochhuth, sin embargo, el silencio y la restricción diplomática fallida fueron reprochados, primero al papa Pío XII pero también al episcopado alemán. Al mismo tiempo, sin embargo, también se señala que la Iglesia trabajó detrás de la fachada diplomática contra el nacionalsocialismo. La Iglesia contrarrestó las acusaciones con extensas ediciones de archivo, que se publicaron a partir de 1965. El erudito religioso judío Pinchas Lapide reaccionó al drama de Hochhuth con una defensa de Pacelli a quien, según su relato, debía agradecérsele el hecho de que la Iglesia católica en Europa salvó a más judíos que mediante todas las demás operaciones de rescate combinadas. El historiador, politólogo y rabino estadounidense David G. Dalin escribió en un ensayo en febrero de 2001 que Pío XII había salvado a cientos de miles de judíos de la muerte en los campos de concentración y, por lo tanto, debería recibir el título honorífico judío de Justo entre las Naciones.

### La situación en Alemania dividida
La división de Alemania también presentó dificultades a la Iglesia católica, especialmente porque la Iglesia, o sus fieles en la RDA, sufrieron represalias allí. Desde el momento de la organización, se aplicaron principalmente disposiciones provisionales; tuvieron cuidado de no alinear las fronteras del obispado con las nuevas fronteras estatales. Uno puede ver en esto una indicación de que la Iglesia católica en Alemania –a veces en oposición a la Santa Sede– favoreció la reunificación. La arquidiócesis de Paderborn tenía un economato episcopal en su parte oriental en Magdeburgo, las diócesis de Fulda y Würzburg un vicario general común en Erfurt, la sede administrativa formal para los Würzburgers era Meiningen. Finalmente, en 1972/73, a los territorios se les concedió el estatus de un cargo (archi)episcopal y los prelados fueron nombrados administradores apostólicos; sin embargo, a excepción de la anterior Oficina del Arzobispo de Görlitz, que se ocupaba de la frontera germano-polaca, no de la frontera interior-alemana, ni siquiera pudo ser elevada a administración apostólica.
En 1957, se estableció una nueva diócesis, la Diócesis de Essen ("Diócesis del Ruhr") como la sufragánea de Colonia.
De 1971 a 1975, un "Sínodo Conjunto de las Diócesis de la República Federal de Alemania"(Sínodo de Würzburg) tuvo lugar en Wurzburgo con el cardenal Julius Döpfner como presidente. La tarea del Sínodo era promover la aplicación de las decisiones del Concilio Vaticano II.

## Después de la reunificación
Tras la reunificación, las disposiciones provisionales se levantaron en 1994. En detalle, las oficinas episcopales de Erfurt-Meiningen (ahora Erfurt)y Magdeburgo fueron elevadas a diócesis y subordinadas a Paderborn, Berlín – cuyos obispos habían mantenido durante mucho tiempo el título de arzobispo por premio personal – se convirtió en una arquidiócesis con la antigua diócesis exemten de Meissen (desde 1980 Dresde-Meissen)y la Administración Apostólica (ahora diócesis) görlitz como sufragáneas, y finalmente la arquidiócesis de Hamburgo se estableció a partir de áreas predominantemente Osnabrück y se subordinó a ella las diócesis de Osnabrück (anteriormente de Colonia) y Hildesheim (anteriormente de Paderborn).
Una situación de conflicto fue representada por las disputas con el Papa sobre el asesoramiento de conflictos de embarazo de la iglesia en Alemania. Aquí, después de la consulta legalmente prescrita de la mujer embarazada, se emitió un certificado, que el estado requiere como requisito previo para un aborto impune. Mientras que los obispos alemanes enfatizaron las vidas humanas salvadas por la consulta, el Papa señaló que a través de las apariencias hay una participación formal en el aborto. Después de una prohibición expresa final, los obispos dejaron de participar en el conflicto del embarazo, con la excepción temporal del obispo de Limburgo Franz Kamphaus. Los laicos católicos fundaron la asociación donum vitae. El entonces nuncio arzobispo Lajolo declaró entonces que Donum vitae estaba actuando en abierta contradicción con las instrucciones del Papa y estaba oscureciendo el testimonio de la Iglesia Católica.
En 2001, se fundó una organización de sacerdotes, la Red de Sacerdotes Católicos.
El arzobispo de Regensburg, Gerhard Ludwig Müller, causó una sensación con su reorganización de los consejos de la endejía, que él justificó con los requisitos del derecho canónico válido. El Comité Central de Católicos Alemanes (ZdK) criticó esto como una "violación de la ley". El arzobispo Müller detuvo entonces los pagos a la ZdK.
El Papa Benedicto XVI visitó el Estado Libre de Bavieraen 2006. Esta visita se convirtió en un gran evento católico y recibió una gran cantidad de cobertura de los medios de comunicación. Una de las declaraciones del Papa puede ser vista como una descripción adecuada de la situación; dijo: Los católicos alemanes son donantes celosos para apoyar proyectos sociales de la Iglesia en países del tercer mundo; pero es difícil obtener dinero de ellos para la tarea eclesiástica en realidad primaria de la evangelización. En 2007 aumentó el número de admisiones y repatriados. El número de dimisiones de la Iglesia católica cayó a partir de alrededor de 130.000 a 84.000 entre 2003 y 2006 y después se levantó otra vez a 181.000 por 2010.
De 1990 a 2015, el número de sacerdotes disminuyó de 20.000 a 14.000; En 1990 se ordenó a 295 sacerdotes, en 2015 fueron 58. Para compensar esto, la Iglesia emplea a más de 2300 sacerdotes extranjeros, principalmente de Polonia y la India.

## Organización y estadísticas
Los católicos en Alemania viven en 9.936 parroquias y otros centros de atención pastoral (a partir de 2019)que están unidos en decanatos y asociaciones parroquiales y pertenecen a una de las 27 arquidiócesis o diócesis.
Las diócesis forman la Conferencia Episcopal Alemana y están organizadas como entidades legales en la Asociación de Diócesis de Alemania. El presidente actual es el obispo de Limburgo, Georg Bätzing. Además, la Conferencia Episcopal de Freising existe para las diócesis de Baviera eclesiástica bajo la presidencia del arzobispo de Múnich y el cardenal Freising Reinhard Marx. La Santa Sede está representada en Alemania por el Nuncio Apostólico, actualmente Arzobispo Nikola Eterović. Como pastor de la Iglesia universal, el papa también tiene un derecho de instrucción en las Iglesias locales sobre la base de su primacía de jurisdicción. El Papa emérito Benedicto XVI es también un ciudadano alemán que reside en Pentling.

Miembros de la Iglesia católica en Alemania en diciembre de 2012 (provincias eclesiásticas).

Para los soldados de la Bundeswehr y sus familias, existe el Ordinarito Militar Alemán con sede en Berlín. Se divide en cuatro decanatos. El ordinarito militar está subordinado a la Santa Sede y nombra a su propio vicario general. Desde 2011, el obispo de Essen Franz-Josef Overbeck es obispo militar.
Los obispos son elegidos sobre la base de los diversos concordatos por los capítulos catedralicios sobre la base de una propuesta tripartita de la Curia Romana y luego nombrados por el Papa, por lo que a los gobiernos de los países se les concedió un llamado derecho de recuerdo en diferentes versiones. En la "Baviera eclesiástica"(Baviera y el Palatinado (Baviera))el Papa recibe una propuesta a tres vías del cabildo catedralicio, pero luego es libre en su nombramiento.
Una característica especial de la iglesia alemana es la organización extensa de los laicos en sus propios comités. Los consejos parroquiales son elegidos por los católicos de las parroquias individuales (generalmente sufragio activo a partir de los 16 años y el derecho a presentarse a partir de los 18 años); los pastores también nombran a los miembros. Los consejos parroquiales eligen los consejos de decanato, y luego de nuevo los consejos diocesanos y el Comité Central de Católicos Alemanes (ZdK). Thomas Sternberg (CDU) es actualmente presidente de la ZdK. Cuenta con unos 230 miembros de diversas áreas de la Iglesia y de la sociedad.
En Alemania hay un sistema de impuesto de iglesia, que ayuda a las diócesis alemanas en comparación con las diócesis de otros países a cierta energía financiera.

## Clérigos, vida consagrada, trabajadores a tiempo completo y voluntarios
69 obispos son miembros de la Asamblea General de la Conferencia Episcopal Alemana (a septiembre de 2019), había 10.891 sacerdotes mundiales 2.092 religiosos en 2019 (en conjunto 12.983, de los cuales 8.323 estaban en el ministerio pastoral activo) y 3.335 diáconos permanentes. En 2019, 3.568 hombres (2.621 sacerdotes) vivían en órdenes religiosas en 389 ramas monásticas en 104 provincias y abadías independientes (otras 675 religiosas alemanas están activas en el extranjero)y 13.448 mujeres(en 1995 había 38.293 mujeres religiosas en Alemania, que pertenecen predominantemente a comunidades apostólicas). En 2017, 1.396 personas pertenecían a En 2006, el Opus Dei tenía casi 600 miembros y más de 400 empleados activos. Además, hay cerca de 170 vírgenes consagradas en las diócesis alemanes y  entre 70 y 80 ermitaños diocesanos.
Las órdenes religiosas numéricamente más fuertes en la República Federal de Alemania son los jesuitas (274) después de los benedictinos (576) y los franciscanos (498). El 45 % de las religiosas y el 17 % de las religiosas son menores de 65 años. Actualmente hay 51 novatos.
Además, la Iglesia Católica empleó a 3.267 asesores pastorales y asistentes pastorales (1.729 hombres, 1.538 mujeres) y 4.499 funcionarios parroquiales y asistentes parroquiales (966 hombres, 3.533 mujeres) en Alemania en 2019.
Otros empleados en los "servicios de seguimiento" son activos como músicos de la iglesia, sextinas, empleados administrativos e instituciones y organizaciones afiliadas en la iglesia (e.B. Caritas con sus asociaciones diocesanas y profesionales, hogares de ancianos, hospitales, jardines de infancia, escuelas e instituciones educativas). En total, alrededor de 100,000 personas están en servicios religiosos a tiempo completo. El número de voluntarios en el trabajo juvenil, social y de ancianos, en comités consultivos y de gestión, como acólitos, miembros en coros, etc. es de millones. A los empleados, también conocidos como empleados, no se les permite hacer huelga y no están sujetos a un convenio colectivo. Uno habla aquí también de la tercera manera.

## Clasificación denominacional
Como resultado del principio regional establecido en la Paz de Augsburgo y la Paz de Westfalia, Alemania todavía está separada regionalmente por denominación. Sin embargo, esta división es menos pronunciada después de la integración de los expulsados y refugiados de los territorios orientales del Reich alemán después de la Segunda Guerra Mundial que a principios del siglo 20. El sur y el oeste se pueden describir como que tienden a ser católicos (e.B Diócesis de Passau con 74.1%, Diócesis de Aquisgrán 50.8% participación católica en 2018). Los habitantes de los nuevos estados federales, así como Berlín, Schleswig-Holstein, Hamburgo y Bremen, no pertenecen a ninguna de las (dos principales) denominaciones cristianas (a partir de 2019).

## Formas y grados de participación en la vida de la iglesia
El número de visitantes a la celebración de la misa dominical ha disminuido drásticamente en los últimos años y, según la Conferencia Episcopal Alemana, ascendió a 2,1 millones de personas en 2019, lo que corresponde al 9,1% de los miembros de la iglesiaen comparación con 6,19 millones de visitantes en 1990 (21,9% de los miembros de la iglesia en 1990). A modo de comparación, 1,2 millones de protestantes (el 5% de los miembros de la iglesia) asistieron a los servicios dominicales en 2008.
En 2019 se bautizaron 158.983 personas. El número de bodas en la iglesia fue de 38.507. Hubo 166.481 primeras comuniones,123.231 confirmaciones y 233.928 funerales eclesiásticos.

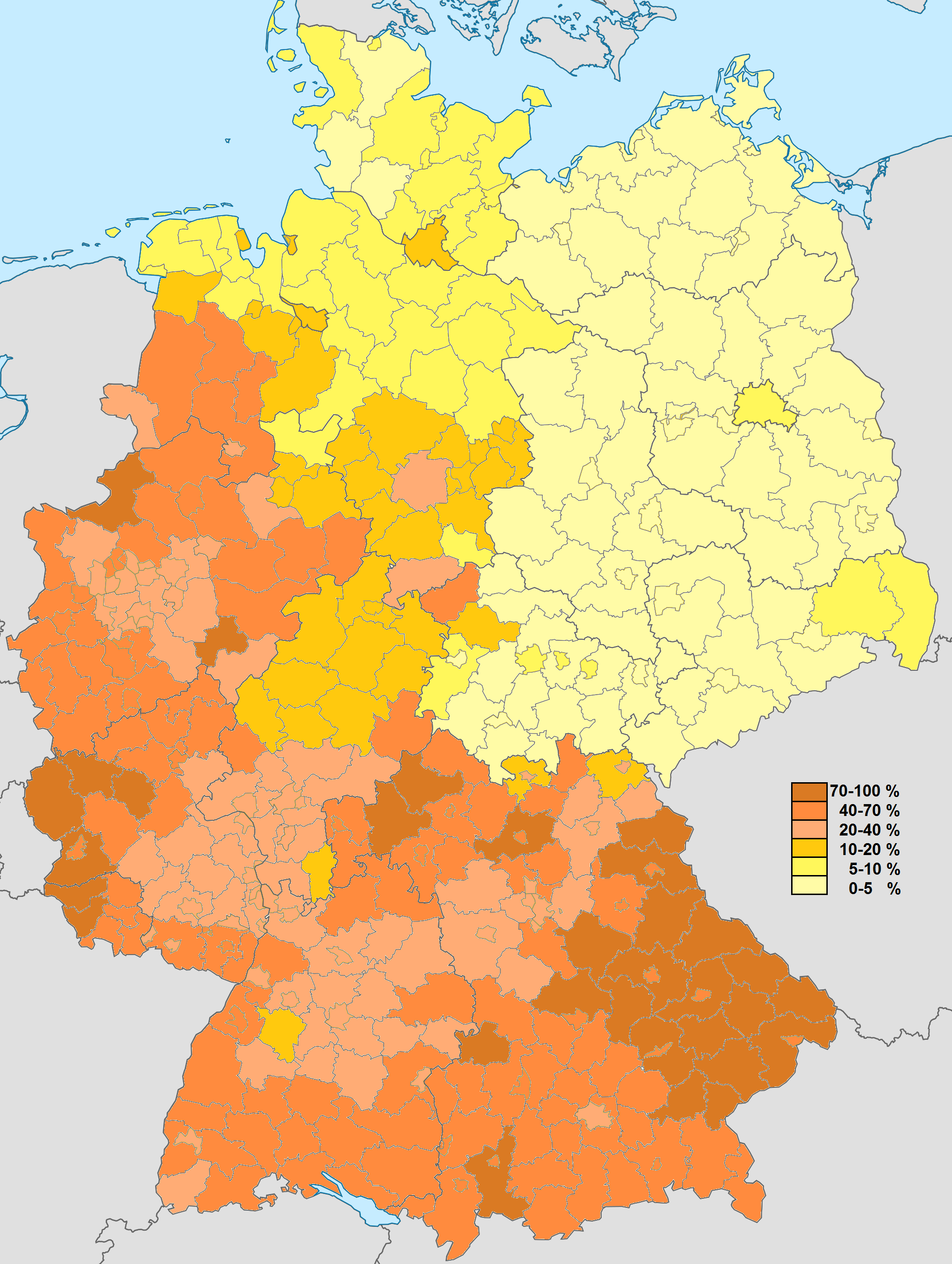
La población católica, de acuerdo al censo alemán de 2011. En color más oscuro las regiones con mayor número de católicos.

Desde hace algún tiempo, el número de muertes y renuncias de la Iglesia católica ha sido significativamente mayor que el de los bautismos, nuevas admisiones a través de la conversión y el reingreso. En 2010, como consecuencia de los casos de abuso que se conocieron este año, 181.193 personas declararon su retirada un 47% más que en 2009. El número en promedio más alto de dimisiones de la iglesia en la iglesia evangélica de hoy en Alemania (EKD), que es aproximadamente el mismo número, y la proporción más alta de católicos entre inmigrantes significaron que el EKD tiene hoy cerca de dos millones de miembros menos que la Iglesia católica. Esto es también notable, puesto que en 1990 los estados federales alemanes del este antes predominante protestantes fueron agregados, pero hoy la mayoría de cuya población es no confesional. En 2014, el número de retiros alcanzó un nuevo máximo absoluto de 217 716 y 0,9 % respectivamente, con 2809 entradas y 6314 reentradas. En 2019, el número de retiros fue de 272 668; hubo 2330 admisiones y 5339 reinscripciones. En una encuesta representativa realizada por el Instituto Allensbach para Demoscopiaen nombre de la iglesia en octubre y noviembre de 2009, el 17 por ciento de los católicos se describieron a sí mismos como "fieles relacionados con la iglesia" (para comparar: 7% de los protestantes). El 37% de los encuestados se llamaban a sí mismos "críticamente conectados con la iglesia" y el 32% como "distanciados de la iglesia". El 6% de los católicos se definía a sí mismo como "no religioso", mientras que el 3% se describía a sí mismo como "religioso pero no cristiano" y otro 5% como "inseguro de fe". Al mismo tiempo, había una gran insatisfacción con ciertas doctrinas. Sólo el 9% estaba satisfecho con la doctrina sobre la anticoncepción, la posición de la iglesia sobre la homosexualidad fue compartida por el 17% de los católicos. El 13% está de acuerdo con el celibato y el 19% con el papel de la mujer en la Iglesia católica. Se dieron calificaciones de aprobación más altas para el compromiso caritativo (86%), el compromiso con la paz (77%) y derechos humanos (68%), condiciones de trabajo humanas (65%) y la actitud hacia la educación y la transmisión de valores (54%).
La proporción de católicos de lengua extranjera en el número total de católicos en Alemania fue del 14% en 2016. En comparación con 2015, su número aumentó en alrededor de 45.000 a 3,36 millones (0,6 puntos porcentuales).

## Previsión
Según un pronóstico coordinado de membresía e impuestos eclesiásticos para las Iglesias Católica y Protestante en Alemania preparado por el Centro de Investigación para Contratos Intergeneracionales (FZG) de la Universidad de Friburgo, el número de miembros de la iglesia en Alemania se reducirá en un 20 por ciento para 2035 y en un 48 por ciento para 2060. El número de católicos caerá de 23,3 millones en 2017 a 18,6 millones en 2035 (menos 21 por ciento) y a 12,2 millones en 2060.

## Esquema geográfico
La Iglesia católica en Alemania consta de siete provincias eclesiásticas con un total de 27 diócesis. La diócesis alemana más antigua es la Diócesis de Tréveris, qué fue fundada en el siglo 3. Importantes entre las diócesis son los arzobispados de Colonia, Múnich-Freising y Berlín, cuyos arzobispos se les da tradicionalmente el título de cardenal y que tienen una primacía como metropolitanos. Desde el siglo XII, la ciudad de Colonia incluso ha utilizado el nombre "Sancta" en el nombre de la ciudad Sancta Colonia Dei Gratia Romanae Ecclesiae Fidelis Filia ("Santa Colonia por la gracia de Dios, la hija de la Iglesia Romana") en la vernácula todavía llamada "et Hillije Kölle". La Diócesis de Maguncia tiene el viejo prerogativo de llamarse la "Santa Sede de Maguncia", que no es la derecha de ninguna otra diócesis en el mundo excepto Roma. Además, los obispos de la arquidiócesis de Paderborn y de la Diócesis de Eichstätt, como dos de las cuatro diócesis de todo el mundo, tienen derecho a llevar lo racional como un signo especial de dignidad.

## Resumen de las provincias eclesiásticas en Alemania
| número | provincia eclesiástica | erección    | metropolitano                | Diócesis sufragáneas                     | Obispos sufragáneos                                                        | Localización del Metropolitano en Alemania |
| ------ | ---------------------- | ----------- | ---------------------------- | ---------------------------------------- | -------------------------------------------------------------------------- | ------------------------------------------ |
| 1      | bamberga               | 1818        | Ludwig Schick                | Eichstätt Würzburg Speyer                | Gregor Maria Hanke OSB Franz Jung Karl-Heinz Wiesemann                     |                                            |
| 2      | Berlín                 | 1994        | Heiner Koch                  | Dresde-Meissen Görlitz                   | Wolfgang Ipolt de Heinrich Timmerever                                      |                                            |
| 3      | Friburgo               | 1827        | Hamburguesa Stephan          | Maguncia Rottenburg-Stuttgart            | Peter Kohlgraf Gebhard Fürst                                               |                                            |
| 4      | Hamburgo               | 1995        | Stefan Heße                  | Hildesheim Osnabrück                     | Heiner Wilmer SCJ Franz-Josef Bode                                         |                                            |
| 5      | Colonia                | 795         | Rainer Maria Cardenal Woelki | Aquisgrán Essen Limburg Münster Tréveris | Helmut Este Franz-José Overbeck Georg Bätzing Felix Genn Stephan Ackermann |                                            |
| 6      | Munich y Freising      | 1817 / 1821 | Cardenal Marx de Reinhard    | Augsburgo Ratisbona Passau               | Bertram Meier Rudolf Voderholzer Stefan Oster SDB                          |                                            |
| 7      | Paderborn              | 1930        | Udo Bentz                    | Erfurt Fulda Magdeburgo                  | Ulrich Neymeyr Michael Gerber Gerhard Feige                                |                                            |

## Descripción de las diócesis en Alemania

### Descripción de las diócesis en Alemania
| número | Arquidiócesis/Diócesis             | fundación         | Número de católicos en mil (2019) | Obispo interino                                                   | Obispos auxiliares temporarios                                       | catedral                                                                                       | Localización de la diócesis en Alemania |
| ------ | ---------------------------------- | ----------------- | --------------------------------- | ----------------------------------------------------------------- | -------------------------------------------------------------------- | ---------------------------------------------------------------------------------------------- | --------------------------------------- |
| 1      | Arquidiócesis de Bamberg           | 1007              | 657                               | Ludwig Schick                                                     | Herwig Gössl                                                         | Catedral de Bamberg                                                                            |                                         |
| 5      | Arquidiócesis de Berlín            | 1930              | 400                               | Heiner Koch                                                       | Matías Enrique                                                       | Catedral de Hedwig                                                                             |                                         |
| 14     | Arquidiócesis de Colonia           | 313 795           | 1.906                             | Rainer Maria Cardenal Woelki                                      | Rolf Steinhäuser Dominik Schwaderlapp Ansgar Puff                    | Catedral de Colonia                                                                            |                                         |
| 8      | Arquidiócesis de Friburgo          | 1827              | 1.793                             | Hamburguesa Stephan                                               | Peter Birkhofer Würtz cristiano                                      | Ministro de Friburgo                                                                           |                                         |
| 11     | Arquidiócesis de Hamburgo          | 831 1995          | 391                               | Stefan Heße                                                       | Horst Eberlein                                                       | Mariendom nuevo (Hamburgo)                                                                     |                                         |
| 20     | Arquidiócesis de Múnich y Freising | 723 739           | 1.645                             | Cardenal Marx de Reinhard                                         | Bernhard Haßlberger Wolfgang Obispo Rupert Graf zu Stolberg-Stolberg | Frauenkirche (Múnich) ( Catedral)Freisinger Dom (Konkathedrale)                                |                                         |
| 24     | Arquidiócesis de Paderborn         | 799               | 1.466                             | Udo Bentz                                                         | Matthias König                                                       | Catedral de Paderborn                                                                          |                                         |
| 15     | Diócesis de Aquisgrán              | 1802 1930         | 1.004                             | Helmut Dieser                                                     | Karl Borsch Johannes Bündgens                                        | Catedral de Aquisgrán                                                                          |                                         |
| 21     | Diócesis de Augsburgo              | 304 738 739       | 1.266                             | Bertram Meier                                                     | Antón Losinger Florian Wörner                                        | Dom Mariä Heimsuchung Augsburgo (Catedral) Basílica deSan Pedro (Catedral de Dillingen)        |                                         |
| 6      | Diócesis de Dresde-Meissen         | 968 1921          | 140                               | Heinrich Timmerevers                                              | —                                                                    | Iglesia de la Corte de Dresde (Catedral) Catedral de SanPedro (Bautzen) (Catedral de Bautzen)) |                                         |
| 2      | Diócesis de Eichstätt              | 740               | 387                               | Gregor Maria Hanke OSB                                            | —                                                                    | Eichstätter Dom                                                                                |                                         |
| 25     | Diócesis de Erfurt                 | 742 1994          | 144                               | Ulrich Neymeyr                                                    | Reinhard Hauke                                                       | Catedral de Erfurt                                                                             |                                         |
| 3      | Diócesis de Espira                 | P 346 610 1817    | 507                               | Karl-Heinz Wiesemann                                              | Otto Georgens                                                        | Catedral Imperial de Espira                                                                    |                                         |
| 16     | Diócesis de Essen                  | 1958              | 739                               | Franz-Josef Overbeck Obispo militar                               | Ludger Schepers Wilhelm Zimmermann                                   | Ministro de Essen                                                                              |                                         |
| 26     | Diócesis de Fulda                  | P 744 1752        | 377                               | Michael Gerber                                                    | Karlheinz Diez                                                       | Catedral de Fulda                                                                              |                                         |
| 7      | Diócesis de Görlitz                | 1972 1974         | 30                                | Wolfgang Ipolt                                                    | —                                                                    | Catedral de Santiago                                                                           |                                         |
| 12     | Diócesis de Hildesheim             | 815               | 581                               | Heiner Wilmer SCJ                                                 | Heinz-Günter Bongartz Nikolaus Schwerdtfeger                         | Catedral de Hildesheim                                                                         |                                         |
| 17     | Diócesis de Limburgo               | 1827              | 593                               | Presidente de Georg Bätzing de la conferencia de obispos alemanes | Thomas Löhr                                                          | Catedral de Limburgo                                                                           |                                         |
| 27     | Diócesis de Magdeburgo             | 968 1994          | 79                                | Gerhard Feige                                                     | —                                                                    | Catedral de San Sebastián Magdeburgo                                                           |                                         |
| 9      | Diócesis de Maguncia               | P350 745          | 702                               | Peter Kohlgraf                                                    | —                                                                    | Catedral de Maguncia                                                                           |                                         |
| 18     | Diócesis de Münster                | 805               | 1.824                             | Félix Genn                                                        | Christoph Hegge Wilfried Theising Stefan Zekorn Rolf Lohmann         | Catedral de San Pablo                                                                          |                                         |
| 13     | Diócesis de Osnabrück              | 783               | 547                               | Dominicus Meier OSB                                               | Johannes Wübbe                                                       | Catedral de Osnabrück                                                                          |                                         |
| 22     | Diócesis de Passau                 | alrededor 400 739 | 457                               | Stefan Oster Sdb                                                  | —                                                                    | Catedral de San Esteban de Passau                                                              |                                         |
| 23     | Diócesis de Ratisbona              | 652 739           | 1.143                             | Rudolf Voderholzer                                                | Reinhard Pappenberger José Graf                                      | Catedral de Ratisbona                                                                          |                                         |
| 10     | Diócesis de Rottenburg-Stuttgart   | 1828              | 1.788                             | Gebhard Fürst                                                     | Thomas Maria Renz Matthäus Karrer Gerhard Schneider                  | Rottenburger Dom St. Martin (Catedral)Domkirche St. Eberhard (Konkathedrale en Stuttgart)      |                                         |
| 19     | Diócesis de Tréveris               | 250               | 1.311                             | Stephan Ackermann                                                 | Jörg Michael Peters Roberto Brahm Franz José Gebert                  | Catedral de Tréveris                                                                           |                                         |
| 4      | Diócesis de Wurzburgo              | 742               | 720                               | Franz Jung                                                        | Auge de Ulrich                                                       | Catedral de Wurzburgo                                                                          |                                         |

## Papas alemanes

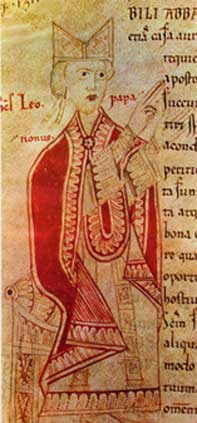
León IX, uno de los ocho Papas alemanes.

Ocho Papas han sido alemanes o bien originarios de tribus germánicas. El Papa Bonifacio II, un ostrogodo, fue el primer Papa germánico, reinando entre el 530 y el 532. El siguiente Papa alemán fue Gregorio V (996-999). Durante el siglo XI hubo cinco Papas germánicos, Clemente VI  (1046-1047), Dámaso II (1048), León IX (1049-1054) canonizado como santo, Esteban IX (1057-1058) y Víctor II (1055–1057).
El último Papa fue Benedicto XVI (2005-2013). La Canciller alemana Angela Merkel, durante su discurso dirigido a la Academia Católica Bávara "Acción Política basada en la Responsabilidad Cristiana", señaló que la encíclica Caritas in veritate de Benedicto XVI señala cómo superar la crisis económica del momento.